# Ällsjön (Rödeby socken, Blekinge)
Ällsjön är en sjö i Karlskrona kommun i Blekinge och ingår i Lyckebyån-Nättrabyåns kustområde. Sjön har en area på 0,137 kvadratkilometer och ligger 57,1 meter över havet.

## Delavrinningsområde
Ällsjön ingår i det delavrinningsområde (623252-148691) som SMHI kallar för Mynnar i havet. Medelhöjden är 57 meter över havet och ytan är 58,7 kvadratkilometer. Räknas de 3 avrinningsområdena uppströms in blir den ackumulerade arean 150,62 kvadratkilometer. Avrinningsområdets utflöde Silletorpsån mynnar i havet. Avrinningsområdet består mestadels av skog (60 %), öppen mark (12 %) och jordbruk (16 %). Avrinningsområdet har 0,13 kvadratkilometer vattenytor vilket ger det en sjöprocent på 0,2 %. Bebyggelsen i området täcker en yta av 5,77 kvadratkilometer eller 10 % av avrinningsområdet.